# Cylindroiulus aetnensis
Cylindroiulus aetnensis är en mångfotingart som beskrevs av Karl Wilhelm Verhoeff 1910. Cylindroiulus aetnensis ingår i släktet Cylindroiulus och familjen kejsardubbelfotingar. Inga underarter finns listade i Catalogue of Life.